# Pênis de Napoleão Bonaparte

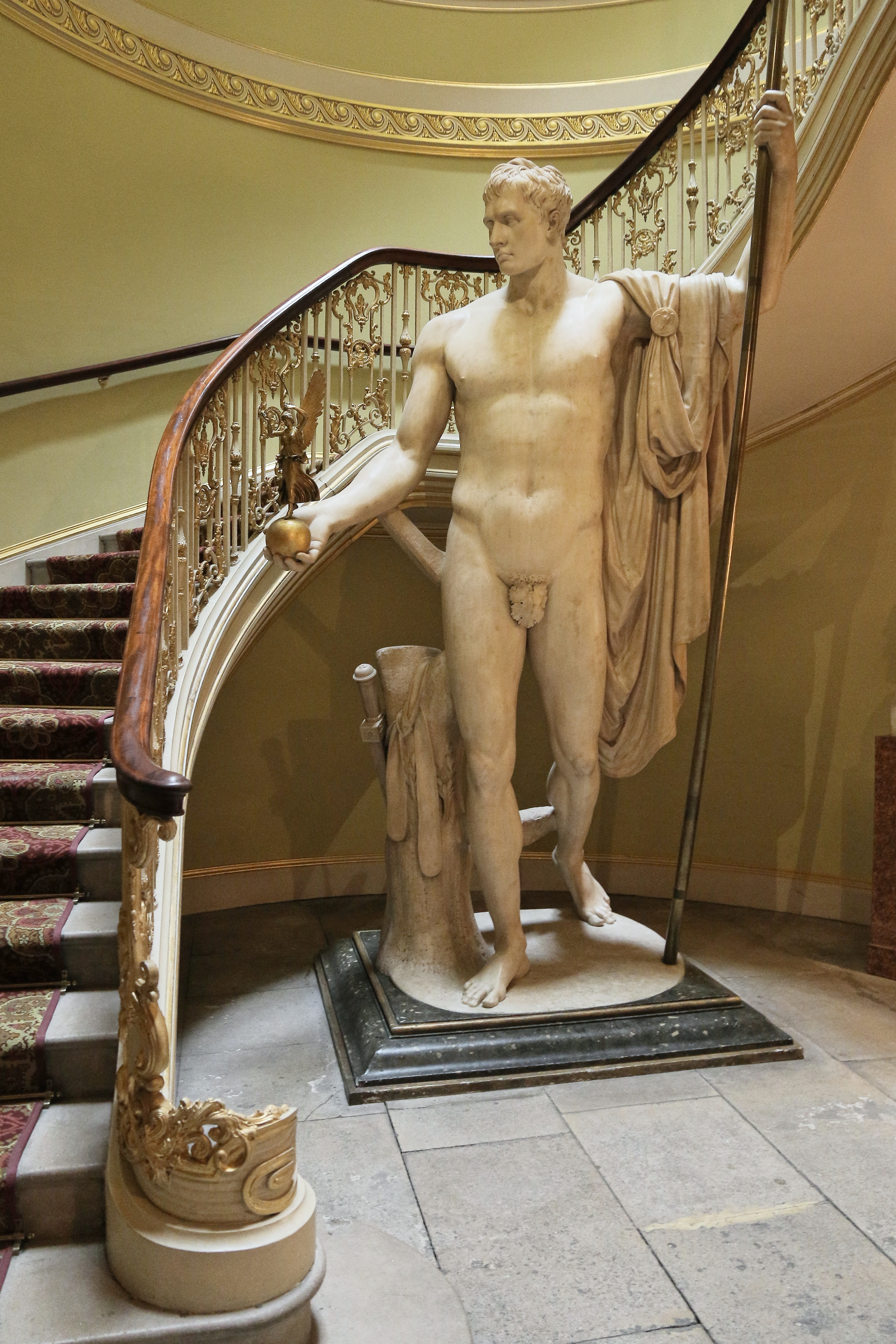
Napoleão como Marte Pacificador por Antonio Canova

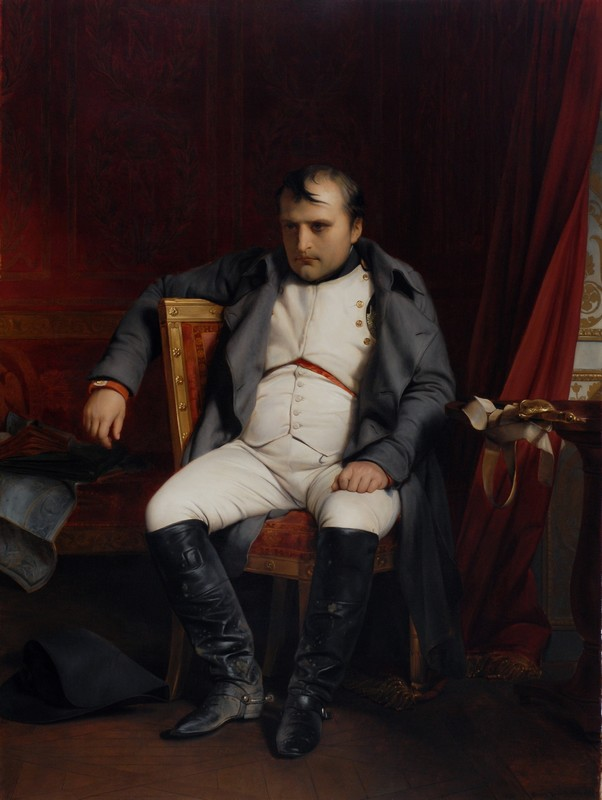
Napoleão após sua abdicação em Fontainebleau, 4 de abril de 1814, por Paul Delaroche

O pênis de Napoleão Bonaparte foi alegadamente amputado durante uma autópsia logo após a morte de Napoleão Bonaparte em 1821. Desde então, passou por vários proprietários, incluindo A. S. W. Rosenbach, que o expôs na cidade de Nova York em 1927. Foi comprado por John K. Lattimer em 1977, e ainda é mantido por sua família como um item privado. Foi descrito como semelhante a um "pedaço de couro ou uma enguia enrugada".

## História
Napoleão Bonaparte foi exilado para Santa Helena no Oceano Atlântico depois de perder a Batalha de Waterloo. Ele morreu na ilha em 5 de maio de 1821. Após sua morte, uma autópsia foi realizada e Francesco Antommarchi, o médico que conduzia a autópsia, cortou seu pênis, junto com várias outras partes do corpo. Não se sabe se o corte foi intencional ou acidental; Antommarchi pode ter sido subornado para cortá-lo pelo capelão de Napoleão como vingança por Napoleão chamá-lo de "impotente".
O pênis passou para a posse do capelão de Napoleão, que o contrabandeou de Santa Helena para sua casa na Córsega. Permaneceu na família do padre até 1916 quando a Maggs Bros Ltd, uma empresa de venda de livros com sede em Londres, o comprou. Em 1924, foi comprado por A. S. W. Rosenbach, um vendedor de livros da Filadélfia.
O pênis foi exibido em 1927 no Museu de Arte Francesa de Nova Iorque. Na exibição, um jornalista da Time descreveu-o como semelhante a uma "tira maltratada de cadarço de camurça". Outros presentes o consideraram como um "pedaço de couro ou uma enguia murcha". Rosenbach vendeu o item para um colecionador chamado Donald Hyde, cuja esposa o deu a John F. Fleming após a morte de Hyde. Fleming era um vendedor de livros próximo de Rosenbach. Outro colecionador o comprou e tentou, sem sucesso, vender o pênis em um leilão através da Christie's. Após o leilão, James Comyn estava lendo uma declaração juramentada sobre Eric LeVine, um colecionador de itens relacionados a Napoleão, e em vez de chamar o item de "pênis", eufemisticamente se referiu a ele como uma "certa parte". O urologista e colecionador de artefatos John K. Lattimer comprou o item em 1977 por 3 mil dólares (o equivalente a cerca de 13 mil dólares em 2021) e atualmente é propriedade de sua filha. Ela já ofereceu pelo menos 100 mil dólares pelo item.

## Características
O pênis foi descrito como "mal reconhecível como parte do corpo humano' e sua autenticidade não é clara. Um documentário que foi ao ar no Channel 4, Dead Famous DNA, descreveu-o como "muito pequeno" e o mediu em 2,5 cm. Não se sabe que tamanho tinha durante a vida de Napoleão. O atual proprietário do item permitiu que dez pessoas o vissem e nunca foi gravado em vídeo.